# Jan Roth (jezuita)
Jan Roth (ur. 9 grudnia 1870 w Radowcach, zm. 21 października 1944 w Walendowie) – polski duchowny rzymskokatolicki, jezuita, nauczyciel akademicki, profesor prawa kanonicznego, rektor kolegium jezuitów w Krakowie (1912–1915) i Collegium Bobolanum w Lublinie (1926 i 1939–1940), profesor zwyczajny Katolickiego Uniwersytetu Lubelskiego.

## Życiorys
Syn rzemieślnika Jana (Austriaka) i Ludwiki z domu Anderle (Rumunki). W dzieciństwie nauki pobierał w rodzinnej miejscowości, kończąc tam szkołę trywialną i 6-klasowe gimnazjum. Wstąpił do zakonu jezuitów 20 września 1887. Nowicjat (1887–1889) i dalszą naukę w gimnazjum (1889–1891) odbył w Starej Wsi koło Brzozowa, a maturę zdał w Zakładzie Naukowo-Wychowawczym Ojców Jezuitów w Chyrowie.
Studiował (1891–1894) filozofię w kolegium jezuickim w Tarnopolu, po czym do 1897 w gimnazjum biskupim w Jassach (wówczas w guberni besarabskiej) przechodził praktykę nauczycielską, nauczając tam języka rumuńskiego i literatury niemieckiej. Następnie do 1901 studiował teologię w kolegium jezuitów w Krakowie, przyjmując w tym czasie (7 lipca 1900) święcenia kapłańskie.
Dalsze studia odbywał na wydziale prawa Uniwersytetu Jagiellońskiego (1901–1903), a następnie na Uniwersytecie Gregoriańskim w Rzymie (od 1904), gdzie 25 czerwca 1905 promowany został doktorem prawa kanonicznego, a 2 lutego 1906 złożył śluby zakonne.
Po powrocie do Krakowa wykładał w tamtejszym kolegium jezuickim prawo kanoniczne i teologię moralną, przez trzy lata (od 1 lipca 1912 do 22 czerwca 1915) piastując funkcję rektora tej uczelni. W 1912 biskup Adam Sapieha powierzył mu obowiązki członka komisji do spraw otwarcia grobu ks. Piotra Skargi. Przed wybuchem I wojny światowej był kapelanem jednego ze szpitali, podczas trwania wojny pełnił tę funkcję w pięciu krakowskich szpitalach, za co odznaczony został Odznaką Honorową Czerwonego Krzyża II Klasy. Mianowany 21 czerwca 1915 socjuszem prowincjała i archiwariuszem prowincji – pełnił te urzędy do 15 stycznia 1920.
Od 15 listopada 1924 wykładał prawo kanoniczne na Uniwersytecie Lubelskim; 30 października 1925 został profesorem nadzwyczajnym tego uniwersytetu, a 15 maja 1931 uzyskał tytuł profesora zwyczajnego. W 1931 uzyskał także obywatelstwo polskie. W latach dwudziestych i trzydziestych XX wieku pełnił też w KUL funkcje administracyjne (dziekana i prodziekana Wydziału Prawa Kanonicznego i Nauk Moralnych; dziekanem był w latach 1928–1931 i 1935–1937).
Pod jego kierunkiem stopień naukowy doktora otrzymali m.in. ks. Marian Myrcha (1935) i ks. Franciszek Bogdan (1939).
Z pomocy prawnej Jana Rotha korzystał często biskup Sapieha oraz nuncjusz apostolski Achille Ratti (późniejszy papież Pius XI), a po nim Francesco Marmaggi.
Po wybuchu II wojny światowej został rektorem jezuickiego Collegium Bobolanum w Lublinie. Aresztowany 2 lutego 1940 przez Gestapo wraz z grupą swych podwładnych i współpracowników, po czterech miesiącach (6 czerwca, kilka dni przed wywiezieniem pozostałych do KL Sachsenhausen) zwolniony. Przez pewien czas przebywał u sióstr zakonnych w Nowym Mieście nad Pilicą, później trafił do Warszawy, gdzie kontynuował swą pracę dydaktyczną, od 1943 m.in. również w ramach Tajnego Uniwersytetu Ziem Zachodnich. W Warszawie przeżył powstanie, a po jego upadku trafił do obozu przejściowego w Pruszkowie, z którego ciężko chory i wyczerpany został wyprowadzony do domu zakonnic Zgromadzenia Sióstr Matki Bożej Miłosierdzia w Walendowie, gdzie zmarł. Został pochowany na cmentarzu parafialnym w Nadarzynie.